# Clostera moderata
Clostera moderata är en fjärilsart som beskrevs av Ludwig Carl Friedrich Graeser 1892. Clostera moderata ingår i släktet Clostera och familjen tandspinnare. Inga underarter finns listade i Catalogue of Life.